# Pandémie de Covid-19 en Bourgogne-Franche-Comté
Cet article présente la situation en ce qui concerne la pandémie de maladie à coronavirus de 2019-2020 (COVID-19) en Bourgogne-Franche-Comté

## Chronologie
- Le 27 février, le ministère des Solidarités et de la Santé indique que quatre patients diagnostiqués positifs à la Covid-19 sont pris en charge au CHU de Dijon. Deux de ces patients sont en relation avec le foyer épidémique de l'Oise, l'un des premiers identifiés en France[1].
- Le 28 février, un cinquième patient diagnostiqué est accueilli au CHU de Dijon[2].
- Le 1er mars, cinq nouveaux cas sont hospitalisés au CHU de Dijon, portant le nombre de personnes infectées à 10 dans la région[3],[4].
- Le 4 mars, une première patiente est hospitalisée en Franche-Comté à l'hôpital Nord Franche-Comté de Trévenans : il s'agit d'une Belfortaine de 48 ans ayant participé au rassemblement évangélique de Mulhouse[5],[6]. Un premier cas est également confirmé au CHU de Besançon en lien avec le foyer de contagion de Mulhouse[7].
- Le 5 mars, 25 nouveaux cas sont annoncés par l'Agence régionale de santé, portant à 44 le nombre de personnes infectées par le virus en Bourgogne-Franche-Comté[8]. Selon l'ARS, « Au regard des premières investigations, la plupart de ces nouveaux cas confirmés auraient un lien avec le rassemblement cultuel à l’église évangélique Porte ouverte chrétienne à Bourtzwiller (Mulhouse) entre le 17 et le 24 février ».
- Le 7 mars, survient l'annonce que 10 résidents d'un EHPAD à Thise (Doubs) sont contaminés, probablement par une aide-soignante ayant participé au rassemblement évangélique[9].
- Le 8 mars, le nombre de cas diagnostiqués dans la région atteint 112[10].
- Le lundi 9 mars, le CHU de Besançon active le plan blanc[11].
- Le 10 mars, le premier décès lié à la Covid-19 en région Bourgogne-Franche-Comté survient dans l'Yonne à l'hôpital de Sens[12]. il s'agit d'un homme de plus de 80 ans domicilié en Seine-et-Marne, dans la région voisine d'Île-de-France.
- Le 11 mars, deux nouveaux décès de patients résidant dans le Doubs et dans le Jura sont enregistrés, le total régional de décès liés à la Covid-19 étant désormais de 3[13].
- Le 12 mars, le plan blanc est déclenché à l'Hôpital Nord Franche-Comté, situé entre Belfort et Montbéliard[14].
- Le premier tour des élections municipales se déroule le dimanche 15 mars avec une participation très basse dans la région (48,7%), en baisse de près de 25 points par rapport au scrutin précédent (64%)[15].
- Le 16 mars, le CHU de Dijon déclenche à son tour le plan blanc[16].
- Le 17 mars, au premier jour du confinement, un premier décès est enregistré à Dijon[17]. Avec 4 nouveaux décès dans la région depuis la veille, le cumul de personnes décédées s'élève à 10.
- Le 17 mars, le site de production automobile de PSA à Sochaux est fermé pour la première fois de son histoire[18].
- La barre des 100 morts est dépassée le 25 mars.
- 5 patients sont transférés par avion à l'étranger du 26 au 28 mars dont 4 vers la Suisse (Lausanne, Fribourg et Neuchâtel).
- 41 patients sont transférés par train, avion et hélicoptère vers des hôpitaux de la région Auvergne-Rhône-Alpes entre le 27 et le 30 mars : 22 transferts de patients opérés par le CHU de Besançon vers les hôpitaux de Clermont-Ferrand et Grenoble et 18 par le CHU de Dijon vers les hôpitaux de Clermont-Ferrand, Montluçon, Moulins et Vichy[19],[20].
- 10 patients sont transférés par avion vers la région Provence-Alpes-Côte d'Azur entre le 28 et le 30 mars.
- Au 1er avril, un quart des résidents de l'EHPAD de Thise sont décédés, soit 25 personnes[21].
- Le 3 avril, l'ARS annonce 217 décès hors hôpitaux dans les Ehpad et établissements médico-sociaux, qui viennent s'ajouter aux 303 victimes recensées dans les hôpitaux, soit un total de 520 morts dans la région .

## Mesures locales

### Sanitaires
- Le 4 mars, la direction des EHPAD de Scey-sur-Saône-et-Saint-Albin, Dampierre-sur-Salon et Saulx (Haute-Saône) met en place l'interdiction de rendre visite aux résidents.

- À la suite de la révélation de 10 cas de contamination au sein de la maison de retraite Vill'alizé de Thise, le maire de cette commune a pris le 7 mars un arrêté interdisant les rassemblements de plus de 50 personnes.
- Le 13 mars, les préfets du Doubs, du Territoire de Belfort et de la Haute-Saône interdisent tout rassemblement de plus de 50 personnes en milieu clos (au lieu de la limite de 100 personnes prise au niveau national).

### Économiques
- Le 13 mars, la présidente de la région Marie-Guite Dufay annonce la mise à disposition de 80 millions d'euros pour les entreprises affectées par la crise.
- Le 10 juin, le conseil régional annonce la mise en place par le Crous Bourgogne-Franche-Comté d'un fonds d'urgence de 270 000 € destiné aux étudiants précaires[22].

## Statistiques

### Nouveaux cas quotidiens
| Nouveaux cas quotidiens de COVID-19 déclarés en Bourgogne-Franche-Comté                                                | 0 |  |
| Pour des raisons techniques, il est temporairement impossible d'afficher le graphique qui aurait dû être présenté ici. |   |  |

### Hospitalisations
| Nombre d'hospitalisations de personnes atteintes de Covid-19 en Bourgogne-Franche-Comté                                |
| Pour des raisons techniques, il est temporairement impossible d'afficher le graphique qui aurait dû être présenté ici. |

| Variation journalière du nombre de personnes hospitalisées pour la Covid-19 en Bourgogne-Franche-Comté                 |
| Pour des raisons techniques, il est temporairement impossible d'afficher le graphique qui aurait dû être présenté ici. |

| Nombre quotidien de nouvelles hospitalisations dues à la Covid-19 dans les hôpitaux de Bourgogne-Franche-Comté |
| Lecture : le 2 avril 2020, 214 personnes supplémentaires sont hospitalisées.                                   |

### Décès
| Décès à l'hôpital attribués à la Covid-19 attribués à la Covid-19 en Bourgogne-Franche-Comté                                              |
| Lecture : entre le début du recensement et le 25 avril 2020, 786 personnes sont décédées à l’hôpital d'une cause attribuée à la Covid-19. |

| Nouveaux décès à l’hôpital attribués à la Covid-19 en Bourgogne-Franche-Comté                          |
| Lecture : le 2 avril 2020, 41 personnes sont décédées à l’hôpital d'une cause attribuée à la Covid-19. |

| Situation hebdomadaire (hôpitaux) |
| Lecture : dans la semaine du lundi 30 mars au dimanche 5 avril 2020, dans les hôpitaux, 187 personnes supplémentaires sont décédées d'une cause attribuée à la Covid-19. |

### Réanimations
Au 31 décembre 2018, 198 places sont disponibles dans les services de réanimation de la région dont 57 lits à Dijon, 40 à Besançon et 25 à l'hôpital Nord Franche-Comté situé entre Belfort et Montbéliard.
| Nombre de personnes en réanimation ou soins intensifs pour la Covid-19 en Bourgogne-Franche-Comté                                         |
| Lecture : le 7 avril 2020, 295 personnes sont en réanimation ou en soins intensifs dans les hôpitaux d'une cause attribuée à la Covid-19. |

| Variation journalière du nombre de personnes en réanimation ou en soins intensifs pour la Covid-19 en Bourgogne-Franche-Comté                                                                                               |
| Lecture : le 25 mars 2020, 29 personnes de plus que la veille sont en réanimation ou en soins intensifs attribués à la Covid-19. À ne pas confondre avec le nombre de nouvelles personnes admises qui est donné ci-dessous. |

| Nombre quotidien de nouvelles admissions en réanimation dans les hôpitaux en Bourgogne-Franche-Comté |
| Lecture : le 26 avril 2020, 4 personnes supplémentaires sont entrées en réanimation à l'hôpital.     |

### Statistiques par départements
| Région/Territoire       | Département           | Nombre de         | Nombre de | Nombre de       | Nombre de | Nombre de       | Nombre de |
| Région/Territoire       | Département           | Population (2017) | Cas       | Décès au 27 mai | ‰         | Hosp. au 27 mai | ‰         |
| ----------------------- | --------------------- | ----------------- | --------- | --------------- | --------- | --------------- | --------- |
| Bourgogne-Franche-Comté | Côte-d'Or             | 533 819           | 2 114     | 241             |           | 53              |           |
| Bourgogne-Franche-Comté | Doubs                 | 539 067           | 2 114     | 147             |           | 43              |           |
| Bourgogne-Franche-Comté | Jura                  | 260 188           | 2 114     | 60              |           | 21              |           |
| Bourgogne-Franche-Comté | Nièvre                | 207 182           | 2 114     | 27              |           | 18              |           |
| Bourgogne-Franche-Comté | Haute-Saône           | 236 659           | 2 114     | 77              |           | 49              |           |
| Bourgogne-Franche-Comté | Saône-et-Loire        | 553 595           | 2 114     | 193             |           | 142             |           |
| Bourgogne-Franche-Comté | Yonne                 | 338 291           | 2 114     | 84              |           | 80              |           |
| Bourgogne-Franche-Comté | Territoire de Belfort | 142 622           | 2 114     | 172             |           | 61              |           |